# Антропогонические мифы в славянской мифологии
Антропогонические мифы в славянской мифологии — комплекс мифов славянских народов о происхождении, сотворении человека. Аутентичная языческая мифология славян не сохранилась, и зафиксированные антропогонические мифы в фольклоре в значительной степени повторяют библейский миф о сотворении человека. В то же время возможна реконструкция славянской мифологии.

## Люди выросли как грибы
У южных славян было зафиксировано фольклорное представление, что первые люди выросли из земли подобно грибам. Наибольшее количество этнографических записей об этом в количестве 13 вариантов происходят из северо-запада Болгарии. Один раз миф был зафиксирован в Северной Македонии. Фрагмент этнографической записи, сделанной в селе Лесковец в 1989 году:
Когда-то Адам и Ева выросли из грибов и создали этот мир. Из грибов, из земли… Они росли как грибы. И из этих двух грибов — один мальчик и одна девочка… И стал расти от них народ… И от бабушки Евы и от дедушки Адама появились дети. И стал расти народ: сегодня, завтра и завтра — и всё продолжает расти… Из грибов. Это я слышал, что из выросших из земли грибов появилось поколение людей.
Существуют также варианты, говорящие о создании великанов, карликов и людей. Первый происходит из Болгарии, и согласно ему, первым поколением людей были великаны, выросшие из земли как грибы и впоследствии вымершие. Вторым поколением были карлики, которые имели длинные бороды и вымерли. Затем появилось третье поколение, созданное Богом со средним ростом — современные люди. Схожий миф был засвидетельствован в Македонии: люди выросли из земли как грибы и были великанами, но в итоге были истреблены Богом. Затем Бог создал карликов, но они вымерли. Наконец, он создал обычных людей среднего роста.
Возможным восточнославянским представлением этого мифа может являться отрывок из романа «Против силы не попрёшь: с чем родился, с тем помрёшь» украинского писателя XIX века Анатолия Свидницкого. Фрагмент:
— Это я, ты говоришь, вырос из земли, как гриб, а у тебя есть мама, хм! Мама… А у других мальчиков есть мама?
— У них тоже есть, — ответил мальчик.
<…>Так он и сделал, и поверил, что паны вырастают из земли, как грибы, а люди — нет, у них заранее есть какая-то мать.
Несмотря на то, что произведение художественное, Свидницкий был фольклористом и, возможно, ссылался на неизвестное народное поверье. Под панами в тексте могут подразумеваться поляки, и таким образом, текст описывает насмешливое к ним отношение и изображает их людьми без матерей, что намекает на их более низкое происхождение.
Другим возможным восточнославянским свидетельством является белорусская легенда, записанная у белорусов на территории Латвии: «И появился лес, и травы, и звери, и рыбы, а потом возник человек: пришёл он откуда-то или вырос здесь».
Среди западных славян возможным свидетельством может быть фрагмент произведения 1875 года «Можно ли отрицать Бога?» чешского священника и писателя Яна Подлахи. В книге Подлаха ведёт полемику с теорией Дарвина. Фрагмент:
Так откуда же взялся человек…? Вырос ли он из земли, как гриб после тёплого дождя, или вышел из-под земли на поверхность…? Такое, конечно, не могло произойти и не произошло, потому что даже сейчас людям пришлось бы вырастать из земли <…> как силы природы могли знать, что для размножения человека понадобятся мужчина и женщина, и именно поэтому нужно выбросить из земли мужчину и женщину и дать им возможность размножаться? Даже суеверные больше не верят в то, что люди выросли из земли.
Этнографические источники XIX века не содержат упоминаний о таких рассказах. Подлаха опирался на те верования, что имели место в чешской провинции XIX века.
Лингвист М. Лучиньски считает, что данная мифологема имеет праиндоевропейские истоки и является основным антропологическим мифом у славян. Сам мотив (A1234 «Люди появляются из земли» по классификации С. Томпсона) распространён у различных народов мира и, в частности, у индоевропейцев: индоиранцев, армян, греков (в Аркадии, Аттике, Беотии) и германцев. Таким образом, Лучиньски реконструирует праиндоевропейскую семантику: люди вышли из земли → люди родились как растения (овощи в греческой традиции, ревень — в персидской). Праславянский вариант с грибами указывает на лесную зону, в которой развивался миф. Помимо этого Лучиньски реконструирует следующие мотивы: первая человеческая пара → первая человеческая пара живет в невинности → инцест между братом и сестрой → потомство первых родителей, хотя не все эти мотивы засвидетельствованы в фольклоре. Аутентичные имена первых людей в фольклоре славян неизвестны. В праиндоевропейской мифологии имя первого человека реконструировано как *Ym̥Hós. В праславянском варианте имя звучало бы как Им для мужчины и Има для женщины (праслав. *Jьmъ, *Jьma).

## Люди из пота
Древнейший известный антропогонический сюжет содержится в записи «Повести временных лет» под 1071 годом, где его рассказывают восставшие волхвы (возможно языческие жрецы). Само восстание относится к концу 1073 — началу 1074 года или к осени 1076. Согласно летописи, два волхва появились в неурожайное и голодное время, объявив народу, что знают причины бедствий. Приходя в крупные поселения с административными функциями — погосты, они совершали особые ритуальные действия. Они утверждали, что «лучшие жёны» прячут хлеб, мёд, рыбу и меха. Люди приводили к ним своих сестёр, жён и матерей, и волхвы убивали их, делая разрез у них за плечом и буквально вынимая из их тел заявленные припасы. Таким образом, они собрали вокруг себя 300 человек и направились по течению двух рек к Белоозеру. У Белоозера состоялась стычка между сторонниками волхвов и отрядом Яна Вышатича, ставленника князя Святослава Ярославича, собиравшего здесь дань. В ходе стычки в отряде был убит священник, и Ян Вышатич приказывает схватить волхвов. Заполучив волхвов, Ян пытается разобраться, кто они и зачем убили столько народу. Те ответили, что в результате будет изобилие, так как убитые держали запасы. Волхвы предлагают Яну продемонстрировать это. В ответ Ян отвечает, что это ложь и в человеке нет ничего, кроме костей и жил, и Бог создал человека из земли. Волхвы ответили:
„Мы знаем, как человек сотворён“. Он же спросил: „Как?“ Они же отвечали: „Бог мылся в бане и вспотел, отёрся ветошкой и бросил её с Небес на землю. И заспорил сатана с Богом, кому из неё сотворить человека. И сотворил дьявол человека, а Бог душу в него вложил. Вот почему, если умрёт человек, —  в землю идёт тело, а душа к Богу“. Сказал им Ян: „Поистине прельстил вас бес; какому Богу веруете?“ Те же ответили: „Антихристу!“ Он же сказал им: „Где же он?“ Они же сказали: „Сидит в бездне“. Сказал им Ян: „Какой это Бог, коли сидит в бездне? Это бес, а Бог на Небесах, восседает на престоле, славимый ангелами, которые предстоят ему со страхом и не могут на него взглянуть“.
Летописное сообщение восходит непосредственно к рассказу Яна Вышатича. Данное восстание схоже с восстанием в Суздале, описанным в летописи под 1024 годом, когда волхвы расправлялись со «старой чадью», которая «держит изобилие». В научной среде предлагается несколько возможных источников представлений волхвов: традиционное язычество, трансформированная в сознании жителей Древней Руси христианская проповедь или занесённая на Русь из Болгарии богомильская ересь.
Часть исследователей придерживаются мнения, что восстание происходило в финно-угорской или смешанной среде, и волхвы были финно-уграми либо находились под влиянием мифологии финно-угров. Само восстание происходило в Ростовской земле на севере Руси, близкой по расположению к финно-угорским народам. Идея о финском происхождении волхвов возникла в первой половине XIX века, особенно после публикации «Очерков мордвы» этнографа П. И. Мельникова, после которых большая часть учёных стала придерживаться именно финно-угорской версии. В «Очерках» Мельников зафиксировал следующий обряд у мордвы. Специальные сборщики обходили дома в мордовской деревне, и на пороге домов их встречали обнажённые по пояс женщины, которые, повернувшись к ним спиной, перекидывали себе за плечи мешочки с различной снедью. Сборщики же обрезали эти мешочки ножами и пять раз кололи женщин в спины, читая молитвы. После забирали мешки с припасами. Описанная Мельниковым процедура сильно напоминает пассаж из Повести. Так же Мельников зафиксировал мордовский антропогонический миф. Шайтан задумал сделать человека и использовал для этого глину, песок и землю семидесяти семи стран, но никак не мог придать человеку нужный образ, слепливая из материала формы различных животных. Тогда он сказал птице-мыши следующее: лети к бане Чам Паса на небо. Там на гвозде висит полотенце, которым он обтирается в бане. Свей гнездо на одном из концов полотенца, чтобы оно упало. Птица-мышь так и сделала. Она свила гнездо и отложила в нём яйца, из которых вылупились птенцы. Полотенце стало тяжёлым с одного конца и упало на землю. Шайтан взял полотенце и обтёр им человека, который принял образ бога. Шайтан захотел оживить человека, но никак не смог. Тогда Чам Пас пришёл и сказал ему убираться. Он сам оживит человека. Но Шайтан стал противиться, так как он создал тело. Они начали спорить, и Чам Пас предложил Шайтану поделить человека. Душа, что вложит Чам Пас, уйдёт к нему после смерти человека, а тело уйдёт к Шайтану в землю. Так как Чам Пас был сильнее Шайтана, то последний, в конце концов, соглашается.
Фольклорист А. Н. Афанасьев критически воспринял идею финно-угорского происхождения волхвов и их мифов. С его точки зрения, волхвы появились на севере в результате того, что в этой области, будучи удалённой от центра христианства — Киева, ещё жили языческие верования. Сближение с ритуалом, описанным Мельниковым, он также поставил под сомнение: в мордовском обряде укол ножа был лишь не более чем символическим действием, когда летопись говорит об реальном насилии над женщинами. По утверждению филолога И. А. Бессонова, мордовский миф может лишь указывать на достоверность сведений Повести, но не может быть аргументом в пользу неславянского происхождения.
В 1861 историк А. П. Щапов, вероятно, первым предложил тезис, что воззрения волхвов отражают такие дуалистические религиозные воззрения, как гностицизм, манихейство и богомильство. Щапов напрямую связал миф богомилов и антропогонический миф Повести, по его мнению, появившийся из-за распространения на Руси апокрифов. Последующие учёные неоднократно обращались к этому тезису, объявляя, что волхвы находились под богомильским влиянием либо сами были богомилами. Согласно богомильскому воззрению, подробно изложенному в «Паноплии» византийского богослова и экзегета конца XI — начала XII века Евфимия Зигабена, материальный мир есть создание иного бога — бога зла, в отличие от духовного мира, сотворённого благим Богом. По их учению, Сатанаил сотворил Адама, но не мог оживить его. Тогда из остатков влаги и воздуха он создал змея, который отправился к Богу и попросил его оживить Адама. Сатанаил обещает, что человек будут принадлежать им обоим, и Бог вдыхает в человека жизнь, что и объясняет двойственность человеческой природы.
В последующее время одновременная связь рассказанной волхвами легенды с богомильством и с мордовским фольклором ставила исследователей в затруднительное положение. Историк В. Я. Петрухин считает, что финно-угорские параллели не отменяют вывода о влиянии средневековых дуалистических ересей на раннесредневековое славянское мировоззрение. С радикальной точкой зрения выступил М. Ю. Брайчевский, утверждавший, что волхвы никогда не были язычниками и в их речах видны следы влияния богомильства и павликианства. Литературовед А. Н. Веселовский полагал, что богомилы лишь обновили финно-угорский миф. В отличие от богомильского представления о творении человека из земли и воды, рассказ летописи содержит нехарактерный для них мотив творения из банной ветошки или полотенца. Как возможную христианскую параллель к идее ветоши Веселовский и историк-архивист Ф. А. Рязановский приводят упоминание из распространённого на Руси апокрифа «Свиток божественных книг» где сказано, что солнце произошло из Ризы Господней, которой Бог утёрся по утру. Рязановский высказал мнение, что все комментарии волхвов могли быть выдуманы летописцем на основе византийской литературной традиции, поскольку сам летописец не предстоял себе язычество. Такая позиция неоднократно высказывалась в научной литературе. Бессонов, учитывая этнографическое свидетельство мордвы, находит такую версию крайне маловероятной. Историк Д. Д. Оболенский делил антропологический рассказ на два мифа: первый — о сотворении человека, имеющий богомильские истоки, и второй — о ветошке или о полотенце, которое стало инструментом для создания человека. С таким разделением соглашается Бессонов. Исследователь находит оба рассказа восходящими к религиозной традиции Византии и Болгарии. Он считает, что основой мифа Повести стал переработанный народным христианством павликаинский миф о творении человека: Демиург вместе с павшими ангелами увидел лучезарный образ и подобие Отца Небесного и, пораженной этой красотой, захотел создать его подобие. Так был создан человек. Но он оказался слаб, не смог держаться на ногах и ползал, как червь. Небесный Отец сжалился над человеком и дал ему искру жизни. Тогда он стал полноценным. Бессонов определяет в полотенце народное переосмысление Спаса Нерукотворного. Так, согласно «Повести о нерукотворном образе» лик Христа отпечатался на полотенце, когда Иисус вытер пот во время молитвы в Гефсиманском саду. Мытье в бане, вероятно, возникло из другой версии легенды, согласно которой Христос умылся водой и затем вытерся убрусом. В версии легенды Мельникова говорится, что Шайтан придал человеку «образ и подобие Божие» следовательно, полотенце содержало этот образ. Это коррелирует с византийскими и славянскими сочинениями, где Спас Нерукотворный называется образом и подобием Иисуса Христа. Обтирание человека полотенцем может быть переработкой легенды о царе Абгаре, который исцелился, когда приложил образ Спаса к телу. В итоге Бессонов характеризует воззрение волхвов как сложную смесь из павликианства, народного православия и язычества. Сами волхвы занимались лишь поиском ведьм, и их столкновение с Яном Вышатичем было административной коллизией. Филолог Е. В. Аничков считал, что мировоззрение волхвов строилось именно на финно-угорских верованиях и летописец знал о волхвах больше, чем сообщил. Летописец, начав рассказывать финно-угорские представления, вдруг «резко обрывает, точно вспомнив, что не подобает сообщать такие вещи и заканчивает сказку по типу богомильских». В результате под пером летописца волхвы оказываются нереалистическими богомилами, чтущими Антихриста и Сатану, такими, которые нужны были их православным противникам. Причину такого воображаемого представления о волхвах Аничков видел в непонятности для летописца XI века язычества, тогда как о еретиках было известно, что и как говорить.
Сам миф Повести — дуалистический. В связи с этим Афанасьев, а позже и поддержавший его М. Д. Никифоровский, объявили, что миф является славянским и под Богом и Сатаной скрываются соответственно Белобог и Чернобог. Однако дуализм не свойственен религии славян, и существование этих славянских богов было подставлено под сомнение.
Писатель Н. А. Полевой увидел в мифе скандинавское влияние. Так, антропогонический миф скандинавов рассказывал, как из пота великана Имира появились первые люди. Кандидат философских наук А. В. Карпов подчёркивает неверность сравнений. Из пота Имира появились йотуны. Люди же возникли из выброшенных на берег моря деревьев.
В доказательство славянского происхождения мифа Афанасьев привёл близкий фольклорный сюжет из сербской сказки, опубликованной фольклористом К. Я. Эрбеном, о том, что Бог пошёл по белому свету, дошёл до земли, вспотел от усталости, и капля божественного пота упала на землю, ожила и образовала из себя первого человека. Идея, что пот сакрального существа даёт жизнь, также присутствует и у болгар. По их поверьям, из пота Христа появились пчёлы. Историк И. Н. Данилевский подмечает, что ещё одним мифом, схожим с рассказом из Повести, является рассказ древнерусского произведения «Слово о вдуновении духа в человека» XII—XIII века, сохранившегося в списке конца XV — начала XVI века. Фрагмент (в переводе на современный русский язык):
Вдуновение бессмертное, нестареющее один вдувает Вседержитель, который один бессмертен и Творец не погибающих. Ибо Он „вдунул ему [человеку] в лицо дух жизни и стал человек душою живую“. Это тебе не Род, который, сидя на воздухе, мечет на землю комья, из которых рождаются дети, и ещё: ангелы поднимают душу [после смерти], или ещё: иному из людей или ангелов Бог суд передаст, как некоторые из еретиков говорят по книгам сарацинским и от проклятых болгар. <…> Ибо всем есть Творец Бог, а не Род.
Афанасьев сближал Рода с Перуном и проинтерпретировал слово «груды» как «камни». Исследователь пришёл к выводу, что изначальный миф, зафиксированный в Слове, выглядел следующим образом: Перун бьёт молотом по скалам, и осколки камней образуют великанов. Гипотеза Афанасьева о славянском контексте событий восстания, мифе о Перуне и о потеющем боге не получила в дальнейшем последовательного развития. Историк Б. А. Рыбаков считал, что под словом «груды» имеются в виду капли дождя, с чем согласился историк Л. С. Клейн. Упоминание в тексте болгар может указывать на богомильское происхождение осуждаемых представлений.

## Библейский мотив
В славянском фольклоре, в частности у восточных славян, наиболее распространены антропогонические мифы, которые напрямую восходят к библейскому мифу о творении человека из земли и глины. В то же время у восточных славян более популярным является мотив участия в создании человека Сатаны, чем только Бога. Так, в русских легендах Сатана претендует на власть над человеком, поскольку тот был создан из земли, которую он достал со дна океана. В болгарских легендах утверждается, что Бог создал человека из земли, смешанной со своей слюной. Именно от этой слюны и происходит сперма. Другая болгарская легенда повествует, что Бог делал людей, как гончар горшки. После обеда Бог увидел, что дело идёт медленно, и в спешке стал лепить людей, получающихся хромыми, больными, горделивыми, упрямыми т. п. В украинском мифе Бог приделал из куска глины человеку половой член, чтобы изгнать его из рая.
Миф, зафиксированный у русских и болгар, повествует, что Бог создал человека из глины и ушёл на небо за душой, оставив сторожем собаку, не имевшую ещё шкуры. В это время Сатана соблазняет собаку шкурой или хлебом, а после оплёвывает человека. По возвращении Бог выворачивает человека наизнанку, и из-за оплёванных внутренностей человек становится подверженным болезням. По другим вариантам дьявол истыкал человека пальцем или шилом, чтобы душа в нём не держалась. Бог заткнул все отверстия травами, ставшие лечебными, кроме одного, из которого и выходит душа после смерти (болгары). В иной версии Сатана истыкал человека палкой и впустил 70 недугов. Первый человек Адам изображается в болгарском и древнерусском апокрифе «Легенда о крестном дереве» как великан, в которого могло поместиться 300 мужей. В украинском предании первые люди были гигантами, оставляющие след на камнях (камни-следовики — петроглифы в виде человеческой ступни). После грехопадения, наоборот, камни вдавливались в ступни, откуда у человека ямка на ней. Ещё одна легенда рассказывает, что Сатана решил сделать человека как подобие Бога, но у него получился волк. Бог оживил волка, и тот укусил дьявола. С тех пор черти хромают. В приангарской легенде Сатана лепит из земли слюной статую человека, но не может её заставить встать. Бог помазал слюной рот существа и вдохнул в человека дух, и тогда он ожил.
По большей части миф о творении женщины повторяет библейский миф о создании Евы из ребра Адама. Также в ряде антропогонических легенд глину заменяет тесто и неудачная попытка создания человека из него. Так в русской легенде Бог создал Еву из теста, но её съела собака, так как архангел Михаил, охранявший сушащиеся тела людей, засмотрелся на что-то. После была создана Ева из цветка, но Адам протестовал и хотел жену, как он сам. Тогда Бог взял ребро, находящееся около сердца Адама, чтобы новая Ева любила мужа. Достав ребро, он поставил его около дерева сушиться. Мимо пробегала собака и начала грызть кость. Бог отобрал кость и сотворил Еву. В другом варианте на месте собаки появляется чёрт, который убегает от Бога, но Бог догоняет его и хватает за хвост, отрывая его. Бог принял хвост за ребро, а чёрт убежал с ребром. Из хвоста чёрта Бог сотворил Еву, и поэтому все женщины хитры и коварны, а черти куцые. Либо Бог создал Еву из хвоста собаки. Именно поэтому женщины так много болтают, поскольку виляют языком, как собака хвостом (южные и восточные славяне). В украинской легенде Адам был создан сначала из теста, но его съела собака. Тогда был вылеплен Адам из глины.
Так же бытовало фольклорное представление, что первоначально мужчина и женщина были соединены, но Сатана оторвал женщину так, что у каждого остались лишь часть гениталий. С тех пор люди ищут воссоединения, и от этого рождаются дети.
Западноукраинская легенда рассказывает, что Бог проклял Еву рождать в муках, а после смерти нести яйца столько, сколько людей рождается на земле. Бог разрезает яйца пополам и бросает на землю: из одной половины получаются мальчики, из другой — девочки. Некоторые половинки первых людей попали в болото или в овраг и там погибли. Поэтому некоторые люди одиноки.
В народной культуре славян кадык называется адамовым яблоком — запретным плодом, который проглотил Адам. Тот застрял у него в горле, образовав кадык. Ева же проглотила плод, и у неё появилось влечение к Сатане. От Сатаны родился Каин, от Адама — Авель. В итоге от Каина происходят все идолопоклонники. По другой версии, от Сатаны рождается потомок с двенадцатью или семью головами, и только одна из них человечья, остальные звериные. Сатана обещает Адаму съесть лишние головы, если тот отпишет ему всё земное потомство.
Один из популярных фольклорных мотивов у славян — мотив роговой кожи, которая покрывала людей до грехопадения. Так, в русской легенде после падении роговой кожи Адам просит оставить часть вечной кожи на пальцах, как напоминание о потерянном бессмертии. В одном из болгарских вариантов до грехопадения Адам и Ева были покрыты волосами. Аналогичный сюжет о роговой коже распространён и у балтов. Историк С. В. Алексеев считает, что именно этот фольклорный мотив имеет праславянское происхождение и изначально мыслился в ключе того, что кожа защищала людей, но не позволяла размножаться, и вследствие стремления оставлять потомство люди лишились своей защиты. Этот миф мог быть заимствован балтославянами с востока, от народов уральской семьи, у которых он широко распространён и лишён всяких библейских отсылок.

## Человек из частей мира
В апокрифе «Сказание о сотворении Богом Адама» первый человек описывается как созданный из восьми частей мира: тело из земли, кости из камней, кровь от моря, глаза от солнца, мысли от облака, «от света свет», от ветра дыхание, от огня теплота. «Голубиная книга» рассказывает схожий сюжет: разум от Христа, помыслы от облаков, «мир-народ» от Адама, кости от камня, тело от земли, кровь из морской воды. Такой апокрифический сюжет распространён у русских и болгар и имеет античные либо праиндоевропейские корни. Согласно праиндоевропейскому мифу, мир был сотворён в результате расчленения божественного антропоморфного существа или быка.

### На русском языке
Источники
- Памятники общественной мысли Древней Руси: В 3-х т. / сост. автор вступ.  ст. и коммент. И. Н. Данилевский. — М.: Российская политическая энциклопедия (РОССПЭН), 2010. — Т. 1: Домонгольский период. — 686 с. — (Библиотека отечественной общественной мысли с древнейших времён до начала XX века). — ISBN 978-5-8243-1234-8.
- Повесть временных лет / Пер. с древнерусского Д. С. Лихачёва, О. В. Творогова. Коммент. А. Г. Боброва, С. Л. Николаева, А. Ю. Чернова при участии А. М. Введенского и Л. В. Войтовича. Ил. М. М. Мечева. — СПб.: Вита Нова, 2012. — С. 512. — (Фамильная библиотека: Героический зал). — ISBN 978-5-93898-386-1.

Книги
- Клейн Л. С. Воскрешение Перуна. К реконструкции славянского язычества. — СПб.: Евразия, 2004. — 480 с. — ISBN 5-8071-0153-7.
- Левкиевская Е. Е. Мифы русского народа. — М.: Астрель, АСТ, 2000. — 528 с. — (Мифы народов мира). — ISBN 5-271-00676-X.
- Петрухин В. Я. Древняя Русь. Народ. Князья. Религия. // Из истории русской культуры. — М.: Языки русской культуры, 2000. — Т. I. Древняя Русь. — С. 13—402. — (Язык. Семиотика. Культура). — ISBN 5-7859-0093-9.

Статьи
- Алексеев С. В. К реконструкции праславянской мифологии // Знание. Понимание. Умение : журнал. — АНО ВО «Московский гуманитарный университет», 2011. — № 4. — С. 79—89. — ISSN 2218-9238.
- Бессонов И. А. Религиозный и культурный контекст движения волхвов в 1060—1070-е гг. // Studia historica Europae orientalis. Исследования по истории Восточной Европы : науч. сб. — Минск: РИВШ, 2014. — Вып. 7. — С. 22—54. — ISSN 2079-1488.
- Ратобыльская А. В. Летописный рассказ о «движении волхвов» и религиозные представления финно-угров // Славяноведение : журнал. — Институт славяноведения и балканистики, 1996. — № 5. — С. 54—64.
- Славянская мифология / В. В. Иванов, В. Н. Топоров // Мифы народов мира : Энцикл. в 2 т. / гл. ред. С. А. Токарев. — 2-е изд. — М. : Советская энциклопедия, 1988. — Т. 2 : К—Я. — 719 с.
- Женщина / Кабакова Г. И. // Славянские древности: Этнолингвистический словарь : в 5 т. / под общ. ред. Н. И. Толстого; Институт славяноведения РАН. — М. : Межд. отношения, 1999. — Т. 2: Д (Давать) — К (Крошки). — С. 205—208. — ISBN 5-7133-0982-7.
- Карпов А. В. «Восстание волхвов» на северо-востоке Руси (1071 г. ) в Российской науке XVIII — начала XX вв // Палеоросия. Древняя Русь: во времени, в личностях, в идеях : альманах  / под. ред. П. И. Гайденко. — СПб., 2017. — Вып. 8. — С. 29—55. — ISSN 2686-9063.
- Мужчина / Кабакова Г. И. // Славянские древности: Этнолингвистический словарь : в 5 т. / под общ. ред. Н. И. Толстого; Институт славяноведения РАН. — М. : Межд. отношения, 2004. — Т. 3: К (Круг) — П (Перепёлка). — С. 317—319. — ISBN 5-7133-1207-0.
- Петрухин В. Я. Антропогонические мифы // Славянская мифология. Энциклопедический словарь. Изд. 2-е. — М.: Международные отношения, 2002. — С. 24—26. — ISBN 5-7133-1069-8.
- Пот / Левкиевская Е. Е. // Славянские древности: Этнолингвистический словарь : в 5 т. / под общ. ред. Н. И. Толстого; Институт славяноведения РАН. — М. : Межд. отношения, 2009. — Т. 4: П (Переправа через воду) — С (Сито). — С. 218—219. — ISBN 5-7133-0703-4, 978-5-7133-1312-8.
- Сотворение мира / Петрухин В. Я. // Славянские древности: Этнолингвистический словарь : в 5 т. / под общ. ред. Н. И. Толстого; Институт славяноведения РАН. — М. : Межд. отношения, 2012. — Т. 5: С (Сказка) — Я (Ящерица). — С. 137—142. — ISBN 978-5-7133-1380-7.

### На других языках
Книги
- Łuczyński, Michał. Bogowie dawnych Słowian. Studium onomastyczne (пол.). — Kielce: Kieleckie Towarzystwo Naukowe, 2020. — 345 S. — ISBN 978-83-60777-83-1.
- Łuczyński, Michał. Mity Słowian. Śladami świętych opowieści przodków (пол.). — Szczecin: Triglav, 2022. — 426 S. — ISBN 978-83-62586-70-7.
- Mallory, James P.; Adams, Douglas Q. Encyclopedia Of Indo-European Culture (англ.). — London, Chicago: Fitzroy Dearborn Publishers[англ.], 1997. — 829 p. — ISBN 978-1-884964-98-5.